# Lyons (Georgia)
Lyons es un pueblo ubicado en el condado de Toombs en el estado estadounidense de Georgia. En el censo de 2000, su población era de 4.169.

## Demografía
En el 2000 la renta per cápita promedia del hogar era de $21,202, y el ingreso promedio para una familia era de $26,044. El ingreso per cápita para la localidad era de $12,364. Los hombres tenían un ingreso per cápita de $22,254 contra $16,611 para las mujeres.

## Geografía
Lyons se encuentra ubicado en las coordenadas 32°12′15″N 82°19′22″O / 32.20417, -82.32278 (32.204287, -82.322732).
Según la Oficina del Censo, la localidad tiene un área total de 19,5 km² (7,5 mi²), de la cual 19,4 km² (7,5 mi²) es tierra y 0,1 km² (0 mi²) (0.50%) es agua.